# Marianne Heemskerk
Marianne Heemskerk   (Rotterdam, 28 d'agost de 1944) és una exnedadora neerlandesa que va competir durant la dècada de 1950. Es casà amb el ciclista Jaap Oudkerk.
Amb tan sols 15 anys va prendre part en els Jocs Olímpics de Roma de 1960, on disputà dues proves del programa de natació. Guanyà la medalla de plata en els 100 metres papallona, quedant rere l'estatunidenca Carolyn Schuler, mentre en els 4×100 metres estils fou quarta. Quatre anys més tard, als Jocs de Tòquio, quedà eliminada en sèries en els 400 metres estils del programa de natació.
En el seu palmarès també destaca una medalla de bronze en els 100 metres papallona del Campionat d'Europa de natació de 1962 i el fet d'haver posseït el rècord del món dels 200 metres papallona entre juny de 1960 i agost de 1961.